# Cábské jezero
Cábské jezero je vodní plocha v katastru obce Malá Bystřice v okrese Vsetín, v Hostýnsko-vsetínské hornatině a v CHKO Beskydy. Od centra obce Malá Bystřice leží asi 3 km jihovýchodním směrem. Vede k němu Baťova naučná stezka a je jejím v pořadí 9. zastavením s informačním panelem. Z jezera vytéká jihozápadním směrem bezejmenný potok, který se asi po 300 metrech vlévá do Malé Bystřičky.
Současné antropogenní jezero vzniklo při sesuvu, který přehradil jeden z přítoků Malé Bystřičky. V roce 1965 bylo uměle prohloubeno a upraveno jako meliorační nádrž se stavidlem. Někdy je označováno jako lesní rybník Sedlo. V roce 2014 byla vybudována nová hráz s vypouštěcím zařízením. Je částečně zarostlé přesličkou a orobincem. Žijí v něm kuňka žlutobřichá, čolek karpatský, čolek horský, ropucha obecná, rak říční a škeble.